# NBA地域ドラフト制度

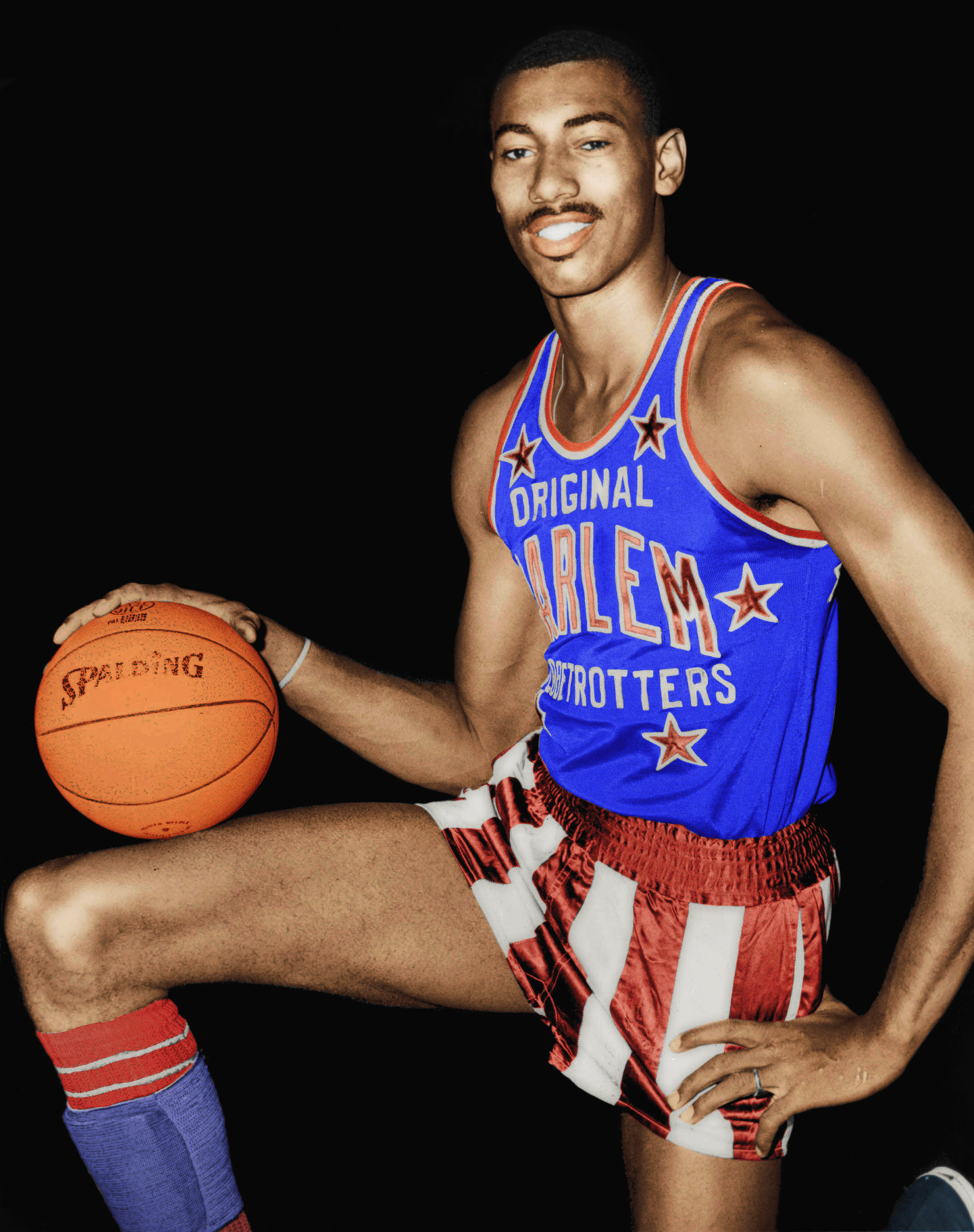
ウィルト・チェンバレン (1959年指名)

NBA地域ドラフト制度 (NBA territorial pick) とは、北米プロバスケットボールリーグNBAにおいて、かつて行われていた特殊なドラフト指名制度である。1949年から1965年までの間、一部を除いて各年のNBAドラフトで開催された。1966年にドラフト制度が改定されるに伴い廃止されている。

## 概要
リーグの草創期、まだ全国的な知名度を得ておらず財政基盤に乏しかったNBAは、所属チームの本拠地やその周辺のファンを取り込むことで人気を拡大しようとした。その方法として、本拠地近くの大学のスター選手をそのチームに入団させ、地元の支援を受けやすくさせるために、地域ドラフト制度の導入に踏み切った。
この制度のルールは、ドラフト1巡目指名権の放棄と引き換えに、ホームアリーナの半径50マイル以内の大学から選手を指名することができるというものだった。地域ドラフトは正式なドラフトの前に行われ、指名された選手は全体の総指名数には含まれなかった。このため、地域ドラフトでNBA入りした選手の中には、リーグ史上に名を残すスタープレーヤーも多い。
地域ドラフトでは計22人が指名を受けた。このうち15人が後にオールスターに選ばれ、12人が殿堂入りしている。また、トム・ヘインソーン、ウィルト・チェンバレン、オスカー・ロバートソン、ジェリー・ルーカスの4名は新人王を受賞している。最も地域ドラフトで指名を行ったチームは6回のフィラデルフィア・ウォリアーズで、4回のシンシナティ・ロイヤルズが続く（レイカーズはミネアポリス時代とロサンゼルス時代を併せると5回）。最も地域指名選手を輩出したのはシンシナティ大学である （3名）。1954年・1957年・1961年のドラフトでは地域指名は行われていない。

## 歴代指名選手一覧

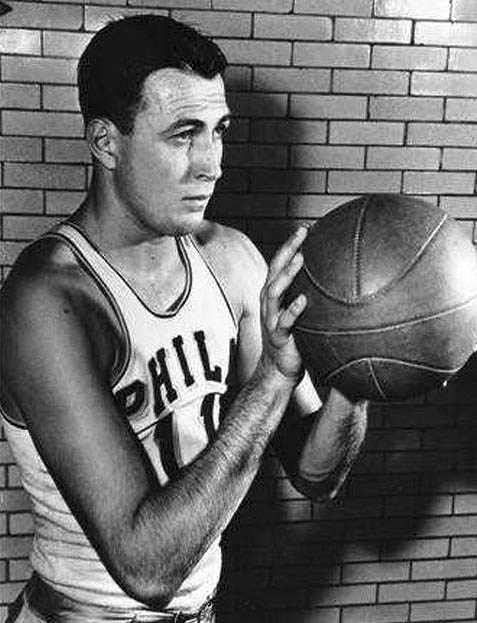
ポール・アリジン (1950年指名)

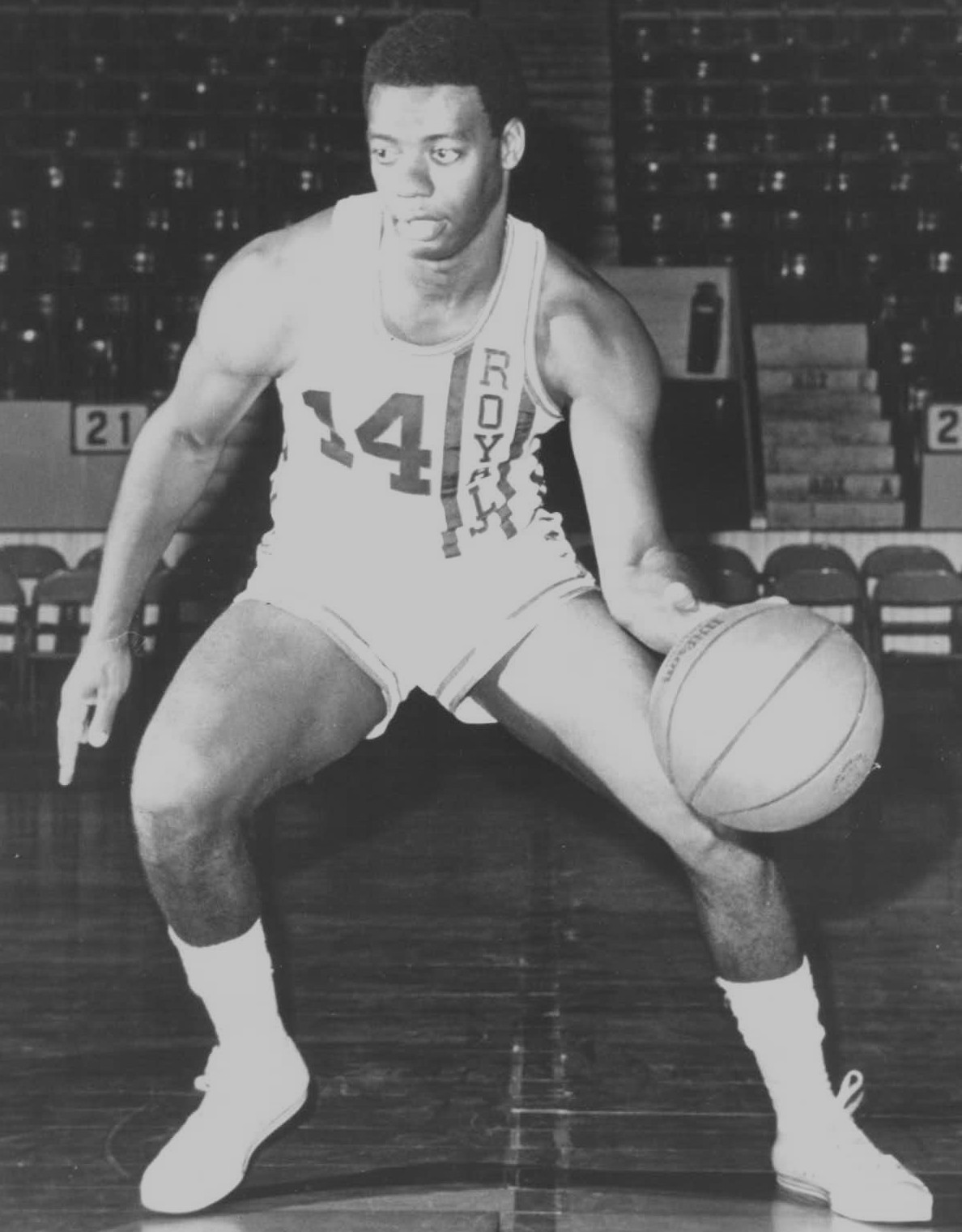
オスカー・ロバートソン (1960年指名)

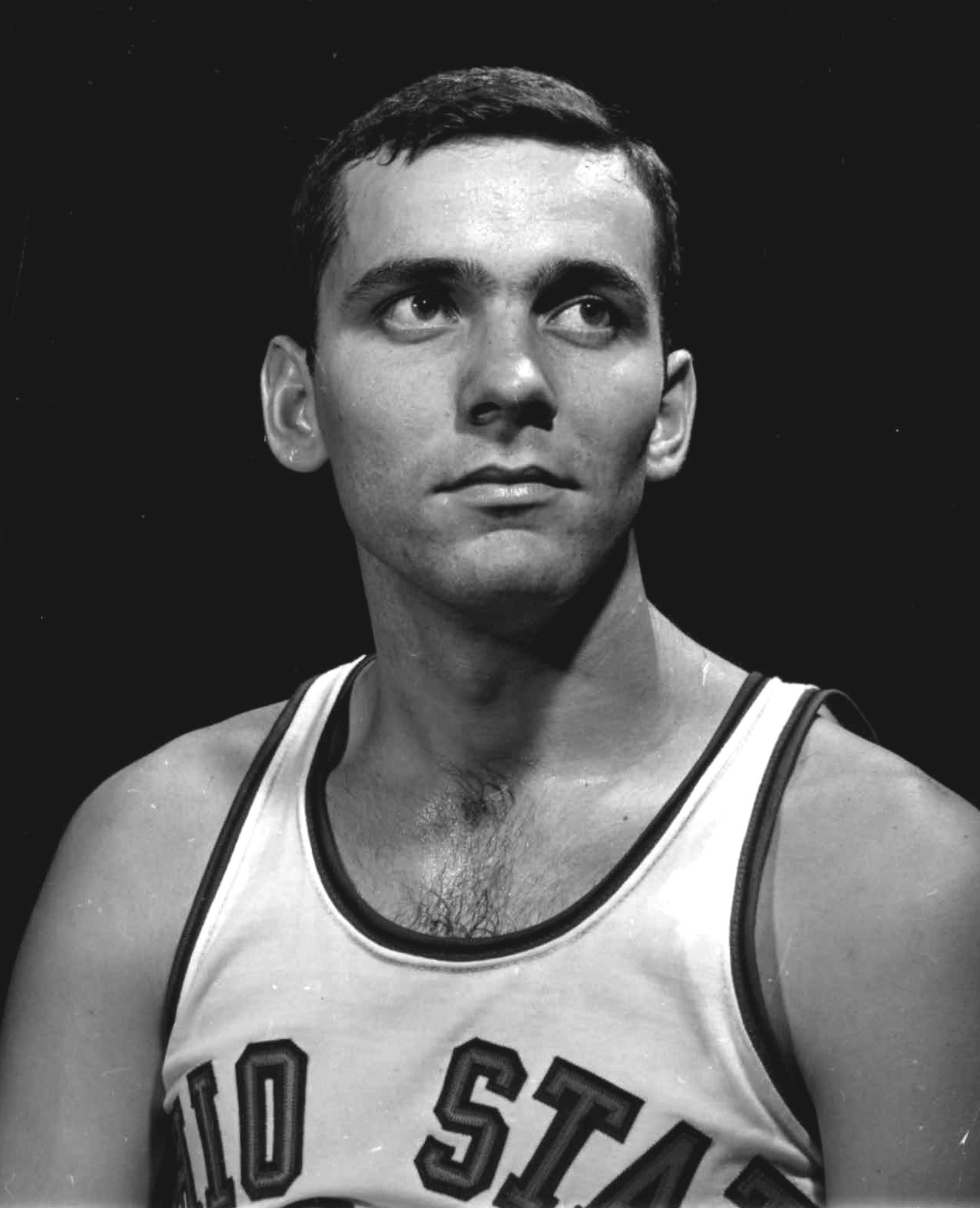
ジェリー・ルーカス (1962年指名)

| ^    | オールスター選出 |
| *    | 殿堂入り         |
| 太字 | 新人王           |

| 年   | 指名チーム                     | 選手                     | Pos. | 出身大学                 |
| ---- | ------------------------------ | ------------------------ | ---- | ------------------------ |
| 1949 | ミネアポリス・レイカーズ       | ヴァーン・ミッケルセン^* | F/C  | ハンライン大学           |
| 1949 | セントルイス・ボンバーズ       | エド・マコーレー^*       | F/C  | セントルイス大学         |
| 1950 | フィラデルフィア・ウォリアーズ | ポール・アリジン^*       | G/F  | ビラノバ大学             |
| 1951 | ミネアポリス・レイカーズ       | マイヤー・スクーグ       | G    | ミネソタ大学             |
| 1952 | フィラデルフィア・ウォリアーズ | ビル・ムルクビー         | F    | テンプル大学             |
| 1953 | ニューヨーク・ニックス         | ウォルター・デュークス^  | C    | シートン・ホール大学     |
| 1953 | フィラデルフィア・ウォリアーズ | アーニー・ベック         | G/F  | ペンシルベニア大学       |
| 1955 | ミネアポリス・レイカーズ       | ディック・ガーメイカー^  | G/F  | ミネソタ大学             |
| 1955 | フィラデルフィア・ウォリアーズ | トム・ゴーラ^*           | G/F  | ラ・サール大学           |
| 1956 | ボストン・セルティックス       | トム・ヘインソーン^*     | F/C  | ホーリークロス大学       |
| 1958 | フィラデルフィア・ウォリアーズ | ガイ・ロジャース^*       | G    | テンプル大学             |
| 1959 | フィラデルフィア・ウォリアーズ | ウィルト・チェンバレン^* | C    | カンザス大学             |
| 1959 | セントルイス・ホークス         | ボブ・フェリー           | F/C  | セントルイス大学         |
| 1960 | シンシナティ・ロイヤルズ       | オスカー・ロバートソン^* | G/F  | シンシナティ大学         |
| 1962 | シンシナティ・ロイヤルズ       | ジェリー・ルーカス^*     | F/C  | オハイオ州立大学         |
| 1962 | デトロイト・ピストンズ         | デイブ・ディバッシャー^* | G/F  | デトロイト・マーシー大学 |
| 1963 | シンシナティ・ロイヤルズ       | トム・サッカー           | G/F  | シンシナティ大学         |
| 1964 | シンシナティ・ロイヤルズ       | ジョージ・ウィルソン     | C    | シンシナティ大学         |
| 1964 | ロサンゼルス・レイカーズ       | ウォルト・ハザード^      | G    | UCLA                     |
| 1965 | デトロイト・ピストンズ         | ビル・バンティン         | F/C  | ミシガン大学             |
| 1965 | ロサンゼルス・レイカーズ       | ゲイル・グッドリッチ^*   | G    | UCLA                     |
| 1965 | ニューヨーク・ニックス         | ビル・ブラッドリー^*     | G/F  | プリンストン大学         |